# Cardepia canaria
Cardepia canaria är en fjärilsart som beskrevs av Rudolf Pinker 1974. Cardepia canaria ingår i släktet Cardepia och familjen nattflyn. Inga underarter finns listade i Catalogue of Life.